# Пабло Альварес Гарсія
Пабло Альварес Гарсія (ісп. Pablo Álvarez García, 23 квітня 1997, Лангрео, Астурія) — іспанський футболіст, півзахисник «Карпат» (Львів).

## Біографія
Народився в Лангрео, Астурія. Розпочав займатись футболом у клубі «Еулалія Альварес», де він був з 2001 по 2007 рік, і «Ісастур Алькасар», частиною якої він був з 2007 по 2009 рік. У 2009 році він вступив молодіжної академії клубу «Спортінг» з Хіхона, де залишався до 2013 року.
У липні 2013 року він підписав контракт із «Вільярреалом», де провів три сезони в академії, а у сезоні 2016/17 він дебютував за «Вільярреал С» з Терсери, де грав два сезони.
У липні 2018 року він підписав контракт з «Депортіво Алавес» і став виступати у резервній команді в Терсері, а в січні 2019 року був відданий в оренду клубу «Сан-Ігнасіо», також з Терсери, де грав до кінця сезону 2018/19. Повернувшись з оренди, він відіграв сезон у Терсері з резервною командою «Алавеса», а потім був звільнений у липні 2020 року.
Після завершення контракту з «Алавесом», він залишався без контракту до 22 січня 2021 року, коли підписав півторарічний контракт із болгарського клубу «Черно море». 13 лютого він дебютував за клуб з Варни, зігравши у матчі Першої ліги вдома проти пловдивського «Локомотива» (0:0). У сезоні 2021/22 він провів 24 матчі чемпіонату, в яких забив шість голів за болгарську команду. У травні 2022 року Альварес покинув команду після закінчення контракту.
10 червня 2022 року уклав контракт з «Рієкою» з Першої ліги Хорватії. Після сезону у «Рієці», де він не був основним гравцем, Альварес повернувся до свого колишнього клубу «Черно море» влітку 2023 року.
Влітку 2024 року у статусі вільного агента підписав контракт із новачком української Прем'єр-ліги «Карпатами» (Львів).

## Особисте життя
Він є племінником Андреса Хункери, футболіста, який грав на позиції воротаря за столичний «Реал».